# San Miguel Pipiyola
San Miguel Pipiyola är en ort i Mexiko.   Den ligger i kommunen Españita och delstaten Tlaxcala, i den sydöstra delen av landet, 70 km öster om huvudstaden Mexico City. San Miguel Pipiyola ligger 2 519 meter över havet och antalet invånare är 451.
Terrängen runt San Miguel Pipiyola är varierad, och sluttar söderut. Runt San Miguel Pipiyola är det tätbefolkat, med 511 invånare per kvadratkilometer. Närmaste större samhälle är San Martin Texmelucan de Labastida, 14,4 km söder om San Miguel Pipiyola. Trakten runt San Miguel Pipiyola består till största delen av jordbruksmark.